# Amona (Siedlung)

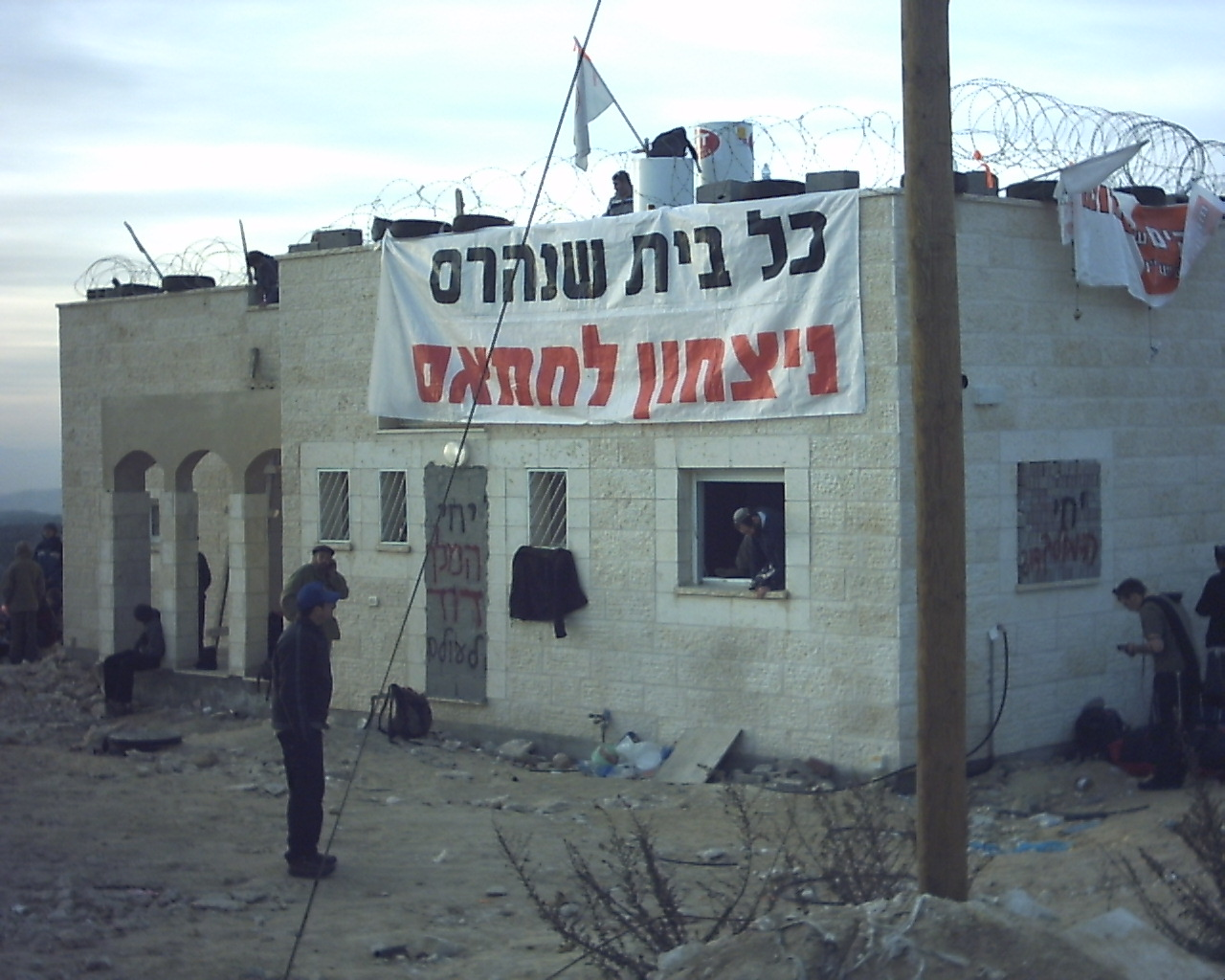
Ein von jüdischen Siedlern in Amona erbautes Haus vor dem Abbruch durch die IDF

Amona (hebräisch עמונה) befindet sich im Westjordanland bei Mateh Benjamin. Amona ist der größte israelische Außenposten im israelisch besetzten Westjordanland. Die Ortschaft erhielt einen hohen Symbolwert, als die jüdischen Häuser abgerissen wurden. 2014 verfügte der Oberste Israelische Gerichtshof die komplette Räumung von Amona bis zum 25. Dezember 2016.

## Lage
Die Siedlung befindet sich in der Nähe von Ramallah im Westjordanland.

## Geschichte

### Gründung 1995
Amona wurde Ende des Jahres 1995 von jüdischen Siedlern aus Ofra gegründet. Das Land befand sich jedoch schon lange vorher im palästinensischen Privateigentum. Die Palästinenser stammten aus Silwad und hatten das Land gemäß einem „Civil Administration document“ bebaut. Das Bauministerium von Ariel Scharon ließ in Amona eine asphaltierte Straße bauen, ein Abwassersystem und elektrische Leitungen installieren.

### 2005 Petition
2004, erbaute Amana, eine Siedlungsorganisation der Gusch Emunim, neun Häuser auf Land, das sich in Privateigentum von Palästinensern befand. Im Oktober 2004 gab die israelische Verwaltungsbehörde den Abbruch der Häuser in Auftrag. Am 3. Juli 2005 reichte Schalom Achschaw eine Petition an das oberste israelische Gericht ein. Darin beklagte sie, dass kein Stopp des jüdischen Siedlungsbaus durchgeführt wurde und dass im Oktober 2004 kein Abbruch der Häuser angeordnet wurde. Im November 2005 befahl der Israelische Verteidigungsminister Shaul Mofaz den Abbruch für Ende Januar 2006.

### 2006 Räumung
Menachem Masus erlaubte der israelischen Polizei, gewaltsam gegen Demonstranten der Gusch Emunim bei der Räumung der jüdischen Siedlung vorzugehen und war deswegen der harten Kritik von Menschenrechtsgruppen ausgesetzt.
Am 1. Februar 2006 evakuierte man Siedler und Demonstranten, die mit beispiellosen Zusammenstößen aufwarteten. 10.000 Sicherheitskräfte, bestehend aus israelischen Polizisten, israelischer Grenzpolizei und IDF, erschienen in Amona, um den Abbruch auszuführen und die an der Operation beteiligten Truppen zu schützen. Den 10.000 Sicherheitskräften standen ungefähr 4.000 israelische Protestierende gegenüber. 1.000 waren aktiv Protestierende, die sich in den und um die Häuser aufhielten. Die anderen befanden sich in der Umgebung. Mehr als 300 Menschen einschließlich ungefähr 80 Sicherheitskräften wurden verletzt. Unter den verletzten Demonstranten waren auch drei Knessetabgeordnete. Nach mehreren Stunden waren die Häuser abgerissen.

### Parlamentarische Untersuchung
Im März 2006 erklärte der parlamentarische Knesset-Untersuchungsausschuss bzgl. den Ereignissen in und um Amona, dass Sicherheitskräfte übermäßige Brutalität angewandt hatten, indem sie den Protestierenden auf Pferden entgegenritten und die demonstrierenden Fußgänger dabei mit Keulen verprügelten.
Der Minister für innere Sicherheit Gideon Esra wurde dafür kritisiert, Polizeikommandanten davon abzuhalten, bei den Anhörungen auszusagen. Der Untersuchungsausschuss hatte auch Widersprüche in den Aussagen des Armeegeneralstabschefs Dan Chalutz und dem Minister für innere Sicherheit Gideon Esra gefunden.
Trotz dieser Ergebnisse ist keine Entschuldigung erfolgt. Im Mai 2006 hatte sich der israelische Präsident Mosche Katzav mit einigen der Protestierenden getroffen, die in Amona verletzt wurden, und erklärte dabei, dass er um eine Erneuerung der Untersuchung bitten würde.

### 2008 Petition
2008 hat Jesch Din im Auftrag der palästinensischen Grundbesitzer das oberste israelische Gericht um eine Nachfrage ersucht, den kompletten Vorposten in Amona abzureißen. Der Staat hat wiederholt um Aufschub gebeten. Am 28. April 2013 gewährte das Oberste Gericht einen letzten Aufschub der Räumung bis zum 15. Juli 2013.
Da die jüdischen Siedler nun aber erklärten, dass sie inzwischen etwas vom Land durch die Gesellschaft Al-Watan erworben hatten, musste das Oberste Israelische Gericht die Ausführung der Entscheidung auf unbestimmte Zeit verschieben. Da die jüdischen Siedler auch eine Petition vor das Jerusalemer Amtsgericht eingereicht hatten, beschloss das Oberste Israelische Gericht daraufhin, dass am 24. Juli 2013 nur die unbestrittenen Häuser und ein Teil der Zufahrtsstraße niedergerissen werden sollten. Da nur ein palästinensischer Eigentümer das Gericht ersucht hat, veranlasste Generalstaatsanwalt Yehuda Weinstein die Armee, nur ein Gebäude abzureißen.
Am 20. August 2013 erklärte der Generalstaatsanwalt bei einer Anhörung des Obersten Israelischen Gerichts, dass er davon ausging, dass die Entscheidung jüdische Häuser am 24. Juli 2013 zu verschonen, nur für jene jüdische Einwohner von Amona gegolten hat, deren Namen der Petitionsschrift beigefügt waren.
Inzwischen hat Jesch Din eine andere Petition eingelegt, wonach sie den Abbruch von ungefähr 30 Gebäuden fordert, die nicht geräumt wurden.

### Entwicklung zwischen 2014 und 2016
Im Juni 2014 erhielten Araber nach sechs Jahre dauerndem Rechtsstreit erstmals in der Geschichte Israels Schadenersatz für entgangene Einkünfte aus ihrem Land. Im Vergleich mit dem Staat wird bestätigt, dass die Errichtung der Gebäude auf dem betroffenen Land nicht nur ohne Genehmigung erfolgt, sondern auch mit staatlichen Mitteln gefördert worden war. Bezahlt werden 300.000 ILS sofort und weitere 48.000, wenn die Häuser bis Ende 2015 immer noch nicht entfernt sind. Der Staat will sich an den Siedlern regressieren.
Das Oberste Gericht Israels verfügte im Dezember 2014 die Räumung und den Abriss der kompletten jüdischen Siedlung Amona im Westjordanland. Die Richter ordneten an, dass die Entscheidung bis 2016 umzusetzen sei. Das Gericht erklärte auch, dass noch weitere Prozesse zur Klärung von Grundstücksbesitz liefen. Die israelische Regierung müsse für die Siedler alternative Unterkünfte finden, so die Richter. Die Entscheidung des Gerichts erfolgte wenige Tage, nachdem israelische Behörden 380 neue Siedlungsgebäude an zwei Orten im palästinensischen Ostjerusalem letztinstanzlich genehmigt hatten. Nach Angaben des israelischen Internetportals „Ynet“ kritisierten die Bewohner Amonas die Entscheidung.

### Räumung 2017
Verschiedene Menschenrechtsorganisationen und Siedlungsgegner hatten bis zu dem Urteil seit Jahren gegen Amona gekämpft, weil ihrer Meinung nach die Siedlung auf Land errichtet wurde, das legal Arabern gehörte. Kurz vor dem ursprünglichen Stichtag, dem 25. Dezember 2016, wurde die Frist zur Räumung um 45 Tage bis zum 8. Februar 2017 verlängert. Es wurde mit der Siedlerbewegung vereinbart, dass die Räumung widerstandslos erfolgt und die Bewohner dafür in der Nachbarschaft neu angesiedelt würden. Nachdem sich aber herausstellte, dass das dafür vorgesehene Land auch teilweise in palästinensischem Privatbesitz war, war die Vereinbarung hinfällig. Als Reaktion legte die Regierung eine Gesetzesvorlage vor, die die „temporäre Zwangsenteignung“ und Entschädigung der Grundbesitzer in so einem Fall erlauben soll. Eine rückwirkende Gültigkeit für Amona war wegen eines bestehenden OGH-Urteils nicht möglich. Dieses „Regulationsgesetz“ wurde dann am 6. Februar 2017 unter internationalem Protest verabschiedet.
Am 31. Januar 2017 erhielten die Bewohner die Aufforderung, den Ort innerhalb von 48 Stunden zu verlassen, worauf zahlreiche Sympathisanten zur Unterstützung eintrafen. Am 1. Februar wurde die Räumung, wie genau elf Jahre zuvor, mit einem großen Polizeiaufgebot unter heftigem Widerstand durchgeführt. Erst am folgenden Tag waren alle Häuser und zuletzt die Synagoge von Besetzern geräumt. Wieder gab es zahlreiche Verletzte auf beiden Seiten. In der darauf folgenden Woche wurde mit dem Abriss der Häuser begonnen.
Mehr als 30 israelische Familien aus Amona sind am 25. März 2018 in die neue Siedlung Amichai in der Nähe von Schilo gezogen. Es war das erste Mal seit 1993, dass die israelische Regierung den Bau einer neuen Siedlung genehmigte. Sechs Tage nach der Räumung des Außenpostens Amona verabschiedete die Knesset ein „Regulierungsgesetz“, welches die rückwirkende Legalisierung der 100 zwischen 1995 und Anfang der 2000er Jahre illegal gebauten Siedlungen ermöglicht.